# Макгинн, Найалл
На́йалл Макги́нн (англ. Niall McGinn; [ˈnaɪəl məˈɡɪn]; род. 20 июля 1987[…], Данганнон) — североирландский футболист. Полузащитник клуба «Гленторан» и национальной сборной своей страны.
Макгинн является универсальным футболистом, который может сыграть на обоих флангах полузащиты, а также на позиции второго нападающего.
Участник чемпионата Европы 2016 года.

## Клубная карьера

### «Дангэннон Свифтс»
Макгинн — воспитанник североирландского клуба «Дангэннон Свифтс», с которым подписал свой первый профессиональный контракт в 2005 году. С детства Найалл серьёзно занимался гэльским футболом и играл за клуб «Донагмор» и сборную графства Тирон, но, став профессиональным футболистом, вынужден был уйти из гэльского футбола.

### «Дерри Сити»
В январе 2008 года Найалл перебрался в «Дерри Сити». Это решение определило его окончательный выбор в пользу футбола. В это же время Макгинн был приглашён в сборную Ирландии для игроков до 23 лет.
Разноплановость и высокие игровые качества североирландца привлекли к нему повышенное внимание со стороны «больших» клубов, среди которых были «Челси» и «Селтик», а также «Ипсвич Таун» и «Суонси Сити».

### «Селтик»
16 декабря этого же года пресс-служба «Селтика» распространила информацию о том, что Макгинн подписал контракт с «бело-зелёными» и пополнит ряды глазговцев 1 января.
12 сентября 2009 года Найалл дебютировал в составе «кельтов». Произошло это во встрече «Селтика» с «Данди Юнайтед», которая закончилась со счётом 1:1, а сам североирландец был признан «Игроком матча». 31 октября этого же года Макгинн забил свой первый мяч за глазговцев — выйдя на замену вместо Марка-Антуана Фортюне на 66-й минуте игры «кельтов» с «Килмарноком», Найалл через 12 минут после своего выхода на поле поразил ворота «килли». 26 декабря во встрече «Селтика» и «Гамильтона» североирландец отличился голом во второй раз в своей карьере за глазговцев. Счёт своим забитым мячам в национальном Кубке Шотландии Найалл открыл 19 января 2010 года голом в ворота «Гринок Мортон».
Начало сезона 2010/11 Макгинн провёл на скамейке запасных. 27 октября 2010 года главный тренер «кельтов» Нил Леннон выпустил наконец североирландца в основном составе на матч Кубка лиги против «Сент-Джонстона». Найалл оправдал доверие наставника и, оформив в этом поединке «дубль», помог «Селтику» одержать победу со счётом 3:2. Через три дня в матче шотландской Премьер-лиги, в котором глазговцы встречались всё с тем же «Сент-Джонстоном», Макгинн ещё раз огорчил вратаря «святых» Грэма Смита.

### «Брентфорд»
8 июля 2011 года североирландец на правах аренды сроком на сезон 2011/12 присоединился к клубу Первой Футбольной лиги Англии «Брентфорду». 6 августа состоялся дебют Макгинна в составе «пчёл» — в тот день команда Найалла встречалась с «Йовил Таун». 20 августа североирландский хавбек впервые отличился голом за «Брентфорд», забив мяч в ворота клуба «Лейтон Ориент».

### «Абердин»
4 июля 2012 года Макгинн подписал 2-летний контракт с клубом шотландской Премьер-лиги, «Абердином». «Красным» футболист достался бесплатно, после того, как соглашение «Селтика» с Найаллом истекло по окончании сезона 2011/12. 4 августа североирландец впервые защищал цвета «Абердина» в официальной игре: «донс» в рамках первого тура чемпионата страны футбольного года 2012/13 на выезде встречались как раз с бывшим клубом Макгинна. 23 сентября Найалл забил свой первый гол за «красных», оставив не у дел голкипера «Мотеруэлла» Даррена Рендольфа.

### Клубная статистика
| Клуб                        | Сезон                       | Чемпионат | Чемпионат | Кубок | Кубок | Кубок Лиги | Кубок Лиги | Трофей Футбольной Лиги | Трофей Футбольной Лиги | Еврокубки | Еврокубки | Итого | Итого |
| Клуб                        | Сезон                       | Игры      | Голы      | Игры  | Голы  | Игры       | Голы       | Игры                   | Голы                   | Игры      | Голы      | Игры  | Голы  |
| --------------------------- | --------------------------- | --------- | --------- | ----- | ----- | ---------- | ---------- | ---------------------- | ---------------------- | --------- | --------- | ----- | ----- |
| Дангэннон Свифтс            | 2005/06                     | 1         | 0         | —     | —     | —          | —          | —                      | —                      | —         | —         | 1     | 0     |
| Дангэннон Свифтс            | 2006/07                     | 23        | 0         | —     | —     | —          | —          | —                      | —                      | —         | —         | 23    | 0     |
| Дангэннон Свифтс            | 2007/08                     | 18        | 4         | —     | —     | —          | —          | —                      | —                      | —         | —         | 18    | 4     |
| Всего за «Дангэннон Свифтс» | Всего за «Дангэннон Свифтс» | 42        | 4         | 0     | 0     | 0          | 0          | 0                      | 0                      | 0         | 0         | 42    | 4     |
| Дерри Сити                  | 2008                        | 31        | 6         | 13    | 4     | —          | —          | —                      | —                      | —         | —         | 44    | 10    |
| Всего за «Дерри Сити»       | Всего за «Дерри Сити»       | 31        | 6         | 13    | 4     | 0          | 0          | 0                      | 0                      | 0         | 0         | 44    | 10    |
| Селтик                      | 2009/10                     | 17        | 2         | 1     | 1     | 1          | 0          | —                      | —                      | 5         | 0         | 24    | 3     |
| Селтик                      | 2010/11                     | 11        | 2         | —     | —     | 1          | 1          | —                      | —                      | —         | —         | 12    | 3     |
| Всего за «Селтик»           | Всего за «Селтик»           | 28        | 4         | 1     | 1     | 2          | 1          | 0                      | 0                      | 5         | 0         | 36    | 6     |
| Брентфорд                   | 2011/12                     | 37        | 5         | 2     | 0     | —          | —          | 2                      | 0                      | —         | —         | 41    | 5     |
| Всего за «Брентфорд»        | Всего за «Брентфорд»        | 37        | 5         | 2     | 0     | 0          | 0          | 2                      | 0                      | 0         | 0         | 41    | 5     |
| Абердин                     | 2012/13                     | 29        | 18        | 3     | 1     | 2          | 0          | —                      | —                      | —         | —         | 34    | 19    |
| Всего за «Абердин»          | Всего за «Абердин»          | 29        | 18        | 3     | 1     | 2          | 0          | 0                      | 0                      | 0         | 0         | 34    | 19    |
| Всего за карьеру            | Всего за карьеру            | 167       | 37        | 19    | 6     | 4          | 1          | 2                      | 0                      | 5         | 0         | 197   | 44    |

(откорректировано по состоянию на 30 марта 2013)

## Сборная Северной Ирландии
В ноябре 2008 года главный тренер сборной Северной Ирландии, Найджел Уортингтон, впервые вызвал Найалла в состав первой национальной команды, и уже 19 ноября Макгинн дебютировал в матче «зелёно-белой армии» — соперником была сборная Венгрии. Найалл стал первым игроком «Дерри Сити», сыгравшим за первую сборную Северной Ирландии в столь юном возрасте. Несмотря на то, что сборная с Британских островов проиграла со счётом 0:2, Найджел Уортингтон прокомментировал первое выступление в её составе Макгинна так:
Он был, пожалуй, единственным ярким пятном в нашей тусклой игре сегодня. Найалл доказал, что является отличным игроком, причём сделал это не прикладывая сверх усилий — он просто был самим собой. Макгинн не боялся брать игру на себя и показал себя настоящим лидером.
В своём третьем матче за национальную сборную против Израиля, который состоялся 12 августа 2009 года на стадионе «Уиндзор Парк», Найалл вновь блеснул своей игрой. Игра закончилась вничью — 1:1, Макгинн вышел на замену во втором тайме. После матча Уортингтон снова положительно говорил о молодом футболисте:
 
Найалл Макгинн необычайно хорош. Если он будет и дальше использовать и развивать свой талант, то сможет принести сборной ещё бо́льшую пользу.
16 октября 2012 года Макгинн забил свой первый гол за национальную команду, поразив в отборочном матче к чемпионату мира 2014 ворота Португалии.

### Матчи и голы за сборную Северной Ирландии
| №  | Дата             | Место                                      | Оппонент          | Счёт | Голы Макгинна | Соревнование                                                      |
| 1  | 19 ноября 2009   | «Уиндзор Парк», Белфаст, Северная Ирландия | Венгрия           | 0:2  | —             | Товарищеский матч                                                 |
| 2  | 6 июня 2009      | «Гарибальди Арена», Пиза, Италия           | Италия            | 0:3  | —             | Товарищеский матч                                                 |
| 3  | 12 августа 2009  | «Уиндзор Парк», Белфаст, Северная Ирландия | Израиль           | 1:1  | —             | Товарищеский матч                                                 |
| 4  | 9 сентября 2009  | «Уиндзор Парк», Белфаст, Северная Ирландия | Словакия          | 0:2  | —             | Отборочный матч чемпионата мира по футболу 2010                   |
| 5  | 14 октября 2009  | «Синот Тип Арена», Прага, Чехия            | Чехия             | 0:0  | —             | Отборочный матч чемпионата мира по футболу 2010                   |
| 6  | 14 ноября 2009   | «Уиндзор Парк», Белфаст, Северная Ирландия | Сербия            | 0:1  | —             | Товарищеский матч                                                 |
| 7  | 3 марта 2010     | «Кемаль Стафа», Тирана, Албания            | Албания           | 0:1  | —             | Товарищеский матч                                                 |
| 8  | 8 октября 2010   | «Уиндзор Парк», Белфаст, Северная Ирландия | Италия            | 0:0  | —             | Отборочный матч чемпионата Европы по футболу 2012                 |
| 9  | 12 октября 2010  | «Свангаскард», Тофтир, Фарерские острова   | Фарерские острова | 1:1  | —             | Отборочный матч чемпионата Европы по футболу 2012                 |
| 10 | 17 ноября 2010   | «Уиндзор Парк», Белфаст, Северная Ирландия | Марокко           | 1:1  | —             | Товарищеский матч                                                 |
| 11 | 9 февраля 2011   | «Авива», Дублин, Ирландия                  | Шотландия         | 0:3  | —             | Кубок наций 2011                                                  |
| 12 | 24 мая 2011      | «Авива», Дублин, Ирландия                  | Ирландия          | 0:5  | —             | Кубок наций 2011                                                  |
| 13 | 27 мая 2011      | «Авива», Дублин, Ирландия                  | Уэльс             | 0:2  | —             | Кубок наций 2011                                                  |
| 14 | 10 августа 2011  | «Уиндзор Парк», Белфаст, Северная Ирландия | Фарерские острова | 4:0  | —             | Отборочный матч чемпионата Европы по футболу 2012                 |
| 15 | 2 сентября 2011  | «Уиндзор Парк», Белфаст, Северная Ирландия | Сербия            | 0:1  | —             | Отборочный матч чемпионата Европы по футболу 2012                 |
| 16 | 6 сентября 2011  | «А. Ле Кок Арена», Таллин, Эстония         | Эстония           | 1:4  | —             | Отборочный матч чемпионата Европы по футболу 2012                 |
| 17 | 11 октября 2011  | «Адриатико», Пескара, Италия               | Италия            | 0:3  | —             | Отборочный матч чемпионата Европы по футболу 2012                 |
| 18 | 2 июня 2012      | «Амстердам АренА», Амстердам, Нидерланды   | Нидерланды        | 0:6  | —             | Товарищеский матч                                                 |
| 19 | 16 октября 2012  | «Драган», Порту, Португалия                | Португалия        | 1:1  | 1             | Отборочный матч чемпионата мира по футболу 2014                   |
| 20 | 14 ноября 2012   | «Уиндзор Парк», Белфаст, Северная Ирландия | Азербайджан       | 1:1  | —             | Отборочный матч чемпионата мира по футболу 2014                   |
| 21 | 6 февраля 2013   | Национальный стадион, Та'Кали, Мальта      | Мальта            | 0:0  | —             | Товарищеский матч                                                 |
| 22 | 26 марта 2013    | «Уиндзор Парк», Белфаст, Северная Ирландия | Израиль           | 0:2  | —             | Отборочный матч чемпионата мира по футболу 2014                   |
| 23 | 14 августа 2013  | «Уиндзор Парк», Белфаст, Северная Ирландия | Россия            | 1:0  | —             | Отборочный матч чемпионата мира по футболу 2014                   |
| 24 | 6 сентября 2013  | «Уиндзор Парк», Белфаст, Северная Ирландия | Португалия        | 2:4  | —             | Отборочный матч чемпионата мира по футболу 2014                   |
| 25 | 10 сентября 2013 | «Жози Бартель», Люксембург, Люксембург     | Люксембург        | 2:3  | —             | Отборочный матч чемпионата мира по футболу 2014                   |
| 26 | 11 октября 2013  | «Баксель Арена», Баку, Азербайджан         | Азербайджан       | 0:2  | —             | Отборочный матч чемпионата мира по футболу 2014                   |
| 27 | 15 октября 2013  | «Рамат-Ган», Рамат-Ган, Израиль            | Израиль           | 1:1  | —             | Отборочный матч чемпионата мира по футболу 2014                   |
| 28 | 15 ноября 2013   | «Адана 5 Осак», Адана, Турция              | Турция            | 0:1  | —             | Товарищеский матч                                                 |
| 29 | 5 марта 2014     | «ГСП», Никосия, Кипр                       | Кипр              | 0:0  | —             | Товарищеский матч                                                 |
| 30 | 30 мая 2014      | «Сентенарио», Монтевидео, Уругвай          | Уругвай           | 0:1  | —             | Товарищеский матч                                                 |
| 31 | 4 июня 2014      | «Элиаш Фигеруа Брандер», Вальпараисо, Чили | Чили              | 0:2  | —             | Товарищеский матч                                                 |
| 32 | 7 сентября 2014  | «Групама Арена», Будапешт, Венгрия         | Венгрия           | 2:1  | 1             | Отборочный матч чемпионата Европы по футболу 2016                 |
| 33 | 11 октября 2014  | «Уиндзор Парк», Белфаст, Северная Ирландия | Фарерские острова | 2:0  | —             | Отборочный матч чемпионата Европы по футболу 2016                 |
| 34 | 14 ноября 2014   | Национальный стадион, Бухарест, Румыния    | Румыния           | 0:2  | —             | Отборочный матч чемпионата Европы по футболу 2016                 |
| 35 | 29 марта 2015    | «Уиндзор Парк», Белфаст, Северная Ирландия | Финляндия         | 2:1  | —             | Отборочный матч чемпионата Европы по футболу 2016                 |
| 36 | 31 мая 2015      | «Грести Роуд», Кру, Англия                 | Катар             | 1:1  | —             | Товарищеский матч                                                 |
| 37 | 4 сентября 2015  | «Торсволлур», Торсхавн, Фарерские острова  | Фарерские острова | 3:1  | —             | Отборочный матч чемпионата Европы по футболу 2016                 |
| 38 | 7 сентября 2015  | «Уиндзор Парк», Белфаст, Северная Ирландия | Венгрия           | 1:1  | —             | Отборочный матч чемпионата Европы по футболу 2016                 |
| 39 | 8 октября 2015   | «Уиндзор Парк», Белфаст, Северная Ирландия | Греция            | 3:1  | —             | Отборочный матч чемпионата Европы по футболу 2016                 |
| 40 | 11 октября 2015  | Олимпийский стадион, Хельсинки, Финляндия  | Финляндия         | 1:1  | —             | Отборочный матч чемпионата Европы по футболу 2016                 |
| 41 | 28 марта 2016    | «Уиндзор Парк», Белфаст, Северная Ирландия | Словения          | 1:0  | —             | Товарищеский матч                                                 |
| 42 | 27 мая 2016      | «Уиндзор Парк», Белфаст, Северная Ирландия | Беларусь          | 3:0  | —             | Товарищеский матч                                                 |
| 43 | 16 июня 2016     | «Парк Олимпик Лионне», Лион, Франция       | Украина           | 2:0  | 1             | Чемпионат Европы по футболу 2016 (финальные игры, групповой этап) |
| 44 | 21 июня 2016     | «Парк де Пренс», Париж, Франция            | Германия          | 0:1  | —             | Чемпионат Европы по футболу 2016 (финальные игры, групповой этап) |
| 45 | 25 июня 2016     | «Парк де Пренс», Париж, Франция            | Уэльс             | 0:1  | —             | Чемпионат Европы по футболу 2016 (финальные игры, 1/8 финала)     |

Итого: 45 матчей / 3 гола; 10 побед, 13 ничьих, 22 поражения.
(откорректировано по состоянию на 25 июня 2016)

### Сводная статистика игр/голов за сборную
| Сборная           | Год              | Отборочные матчи ЧМ | Отборочные матчи ЧМ | Финальные матчи ЧМ | Финальные матчи ЧМ | Отборочные матчи ЧЕ | Отборочные матчи ЧЕ | Финальные матчи ЧЕ | Финальные матчи ЧЕ | Кубок наций | Кубок наций | Товарищеские матчи | Товарищеские матчи | Итого | Итого |
| Сборная           | Год              | Игры                | Голы                | Игры               | Голы               | Игры                | Голы                | Игры               | Голы               | Игры        | Голы        | Игры               | Голы               | Игры  | Голы  |
| ----------------- | ---------------- | ------------------- | ------------------- | ------------------ | ------------------ | ------------------- | ------------------- | ------------------ | ------------------ | ----------- | ----------- | ------------------ | ------------------ | ----- | ----- |
| Северная Ирландия | 2009             | 2                   | 0                   | —                  | —                  | —                   | —                   | —                  | —                  | —           | —           | 4                  | 0                  | 6     | 0     |
| Северная Ирландия | 2010             | —                   | —                   | —                  | —                  | 2                   | 0                   | —                  | —                  | —           | —           | 2                  | 0                  | 4     | 0     |
| Северная Ирландия | 2011             | —                   | —                   | —                  | —                  | 4                   | 0                   | —                  | —                  | 3           | 0           | —                  | —                  | 7     | 0     |
| Северная Ирландия | 2012             | 2                   | 1                   | —                  | —                  | —                   | —                   | —                  | —                  | —           | —           | 1                  | 0                  | 3     | 1     |
| Северная Ирландия | 2013             | 6                   | 0                   | —                  | —                  | —                   | —                   | —                  | —                  | —           | —           | 2                  | 0                  | 8     | 0     |
| Северная Ирландия | 2014             | —                   | —                   | —                  | —                  | 3                   | 1                   | —                  | —                  | —           | —           | 3                  | 0                  | 6     | 1     |
| Северная Ирландия | 2015             | —                   | —                   | —                  | —                  | 5                   | 0                   | —                  | —                  | —           | —           | 1                  | 0                  | 6     | 0     |
| Северная Ирландия | 2016             | —                   | —                   | —                  | —                  | —                   | —                   | 3                  | 1                  | —           | —           | 2                  | 0                  | 5     | 1     |
| Всего за карьеру  | Всего за карьеру | 10                  | 1                   | 0                  | 0                  | 14                  | 1                   | 3                  | 1                  | 3           | 0           | 15                 | 0                  | 45    | 3     |

(откорректировано по состоянию на 25 июня 2016)

## Достижения
По итогам 2008 года, в котором Макгинн прекрасно проявил себя в составе «Дерри Сити», североирландский футболист был удостоен звания «Лучшего молодого игрока по версии футболистов Ирландской профессиональной футбольной ассоциации».
В январе 2010 года Найалл стал лауреатом приза «Открытия сезона имени Джорджа Беста» в знак признания заслуг футболиста перед его клубом и национальной сборной Северной Ирландии.

## Стиль игры
Уве Рёслер, главный тренер «Брентфорда»:
Главным достоинством Макгинна на поле является его скорость — причём это касается как быстроты работы с мячом, так и быстроты его футбольной мысли. Также среди его сильных сторон трудолюбие и профессионализм.

## Личная жизнь
В январе 2011 года в прессе появились сообщения, что Королевская почта Великобритании перехватила два письма из Северной Ирландии, предназначавшиеся Макгинну и наставнику «Селтика» Нилу Леннону. Оба послания содержали внутри себя пули. Полиция предположила, что это следует расценивать, как угрозу представителей Ирландской республиканской армии.

## Достижения
- Обладатель Кубка шотландской лиги: 2013/14